# Columbia (Illinois)
Columbia je grad u američkoj saveznoj državi Ilinois. Prema popisu stanovništva iz 2010. u njemu je živjelo 9.707 stanovnika.